# Bussy-lès-Poix
Bussy-lès-Poix é uma comuna francesa na região administrativa de Altos da França, no departamento de Somme. Estende-se por uma área de 4,4 km². Em 2010 a comuna tinha 104 habitantes (densidade: 23,6 hab./km²).